# Louis Laget
Jacques Louis Laget (* 20. September 1821 in Meyrueis; † 28. November 1882 in Nîmes) war ein französischer Politiker. Er war 1871 bis 1876 Abgeordneter der Nationalversammlung und von 1876 bis 1882 Mitglied des Senats.
Laget wurde 1847 in Nîmes als Anwalt zugelassen. Nur ein Jahr später wurde er zum Unterpräfekten in Uzès ernannt. 1865 wurde er Mitglied des Generalrats des Départements Gard. In einer Nachwahl gelang ihm 1871 der Einzug ins Parlament, wo er sich der gemäßigten Linken anschloss. Im darauffolgenden Jahr wurde eine erneute Wahl notwendig, die er wieder gewinnen konnte. 1876 kandidierte Laget erfolgreich für den Senat. Er starb 1882 während der Amtsperiode.